# Tucetona planata
Tucetona planata is een tweekleppigensoort uit de familie van de Glycymerididae. De wetenschappelijke naam van de soort is voor het eerst geldig gepubliceerd in 1874 door G. Nevill & H. L. Nevill.